# Schweizer Parlamentswahlen 1967/Resultate Nationalratswahlen
Die Nationalratswahlen der 38. Legislaturperiode fanden am 29. Oktober 1967 statt. Auf dieser Seite findet sich eine Übersicht über die Resultate in den Kantonen (Parteien, Stimmen, Wähleranteil, Sitze, Gewählte).